# Morti il 10 marzo
| Questa pagina contiene informazioni ricavate automaticamente dalle voci biografiche con l'ausilio del template Bio e di un bot. L'aggiornamento è periodico e automatico e ricostruisce completamente la pagina. Se manca una persona in questa lista, sei pregato di non aggiungerla, ma accertati piuttosto che la sua voce biografica contenga il template Bio e che i dati anagrafici siano correttamente compilati. Se il template Bio manca, inseriscilo tu stesso o, in alternativa, metti l'avviso {{tmp\|Bio}} che ne segnala la mancanza. Se i dati riportati sono sbagliati, correggi direttamente la voce biografica; le modifiche saranno visibili in questa lista entro pochi giorni. Per chiarimenti vedi il progetto biografie. La lista contiene solo le 555 persone che sono citate nell'enciclopedia e per le quali è stato implementato correttamente il template Bio. Pagina aggiornata al 17 ago 2025. |

## V secolo(1)
- 483 - Papa Simplicio, papa, vescovo e santo romano

## VII secolo(1)
- 627 - Attala, monaco cristiano, abate e missionario francese

## XI secolo(2)
- 1030 - Guelfo III di Altdorf, nobile tedesco
- 1039 - Oddone II di Guascogna, duca

## XII secolo(1)
- 1173 - Riccardo di San Vittore, teologo e filosofo francese

## XIII secolo(3)
- 1221 - Pietro Cattani, religioso italiano
- 1222 - Giovanni I di Svezia, re (n. 1201)
- 1243 - Cirillo III di Alessandria, vescovo cristiano orientale egiziano (n. 1175)

## XIV secolo(5)
- 1340 - Enrico di Beaumont, militare scozzese
- 1351 - Giovanni I delfino d'Alvernia, nobile francese
- 1382 - Caterina Visconti, nobildonna italiana (n. 1342)
- 1391 - Tvrtko I di Bosnia, sovrano bosniaco (n. 1338)
- 1398 - Biordo Michelotti, nobile e condottiero italiano (n. 1352)

## XV secolo(3)
- 1473 - Luca Pitti, banchiere italiano (n. 1395)
- 1474 - Jacopo III Appiano, nobile italiano (n. 1439)
- 1476 - Simon de Lalaing, generale olandese (n. 1405)

## XVI secolo(15)
- 1508 - Paul Sixt I von Trautson, nobile e condottiero austriaco (n. 1460)
- 1510 - Johann Geiler von Kaysersberg, presbitero e predicatore svizzero (n. 1445)
- 1511 - Tommaso Baldinotti, nobile, presbitero e poeta italiano (n. 1451)
- 1513 - John de Vere, XIII conte di Oxford, nobile e militare britannico (n. 1442)
- 1513 - Şehzade Korkut, principe ottomano (n. 1469)
- 1522 - Raimondo de Cardona, generale spagnolo (n. 1467)
- 1528 - Balthasar Hubmaier, teologo tedesco (n. 1480)
- 1540 - Eleonora Bentivoglio, nobildonna italiana (n. 1470)
- 1542 - Giulia d'Aragona, principessa italiana (n. 1492)
- 1572 - William Paulet, I marchese di Winchester, politico inglese (n. 1483)
- 1573 - Hans Mielich, pittore tedesco (n. 1516)
- 1584 - Thomas Norton, scrittore, avvocato e politico inglese (n. 1532)
- 1585 - Rembert Dodoens, botanico e medico fiammingo (n. 1517)
- 1588 - Theodor Zwinger, scienziato svizzero (n. 1533)
- 1592 - Leonardo Garzoni, scienziato e gesuita italiano (n. 1543)

## XVII secolo(15)
- 1615 - John Ogilvie, gesuita, missionario e santo scozzese (n. 1579)
- 1616 - Daniele Antonini, matematico, fisico e militare italiano (n. 1588)
- 1622 - Georg Braun, cartografo tedesco (n. 1541)
- 1627 - Elizabeth de Vere, nobildonna inglese (n. 1575)
- 1629 - Volpiano Volpi, arcivescovo cattolico italiano (n. 1559)
- 1631 - Abu Marwan Abd al-Malik II, sovrano marocchino
- 1637 - Boghislao XIV di Pomerania, vescovo luterano tedesco (n. 1580)
- 1637 - Donato Arsenio Mascagni, pittore e scultore italiano (n. 1579)
- 1638 - Cornelis van der Geest, mercante (n. 1575)
- 1639 - Marina Antonazzoni, attrice teatrale italiana (n. 1593)
- 1642 - Giacomo Maria Manzoni, italiana (n. 1576)
- 1653 - Giovanni Ludovico di Nassau-Hadamar, nobile tedesco (n. 1590)
- 1670 - Louis Jacob de Saint Charles, religioso francese (n. 1608)
- 1689 - Filippo Luigi di Schleswig-Holstein-Sonderburg-Wiesenburg, nobile tedesco (n. 1620)
- 1694 - Paul Fréart de Chantelou, collezionista d'arte e ingegnere militare francese (n. 1609)

## XVIII secolo(26)
- 1709 - Vidal Marín del Campo, vescovo cattolico spagnolo (n. 1653)
- 1711 - Leopold Matthias von Lamberg, principe e politico austriaco (n. 1667)
- 1719 - Jean-Baptiste Alexandre Le Blond, architetto francese (n. 1679)
- 1729 - Anastasija Petrovna Prozorovskaja, nobildonna russa (n. 1665)
- 1730 - Teresa Cunegonda Sobieska di Polonia, principessa polacca (n. 1676)
- 1731 - Jean-Baptiste Le Brun des Marettes, scrittore e editore francese (n. 1651)
- 1737 - John Ashburnham, I conte di Ashburnham, nobile inglese (n. 1687)
- 1744 - Giovanni Benedetto Borromeo Arese, nobile e imprenditore italiano (n. 1679)
- 1746 - Federico Guglielmo di Sassonia-Meiningen, duca tedesco (n. 1679)
- 1752 - Johann Christoph Knöffel, architetto tedesco (n. 1686)
- 1754 - Marc de Beauvau, principe di Craon, nobile e politico francese (n. 1679)
- 1757 - Johann Joseph von Trautson, cardinale austriaco (n. 1704)
- 1759 - Nicolas-Charles de Saulx-Tavannes, cardinale e arcivescovo cattolico francese (n. 1690)
- 1763 - Jean Hupeau, architetto e ingegnere francese (n. 1710)
- 1766 - Jane Colden, botanica statunitense (n. 1724)
- 1766 - Vasilije III Petrović-Njegoš, vescovo ortodosso serbo (n. 1709)
- 1770 - Lionel Tollemache, IV conte di Dysart, nobile scozzese (n. 1708)
- 1772 - Federico III di Sassonia-Gotha-Altenburg, duca (n. 1699)
- 1776 - Élie Fréron, giornalista e critico letterario francese (n. 1718)
- 1776 - Nicolaus Sahlgren, mercante e filantropo svedese (n. 1701)
- 1780 - Giovanni Fogliani Sforza d'Aragona, politico e diplomatico italiano (n. 1697)
- 1781 - Ottaviano Guasco, scrittore e traduttore italiano (n. 1712)
- 1784 - Christian Wilhelm Franz Walch, teologo e storico austriaco (n. 1726)
- 1792 - John Stuart, III conte di Bute, nobile, politico e botanico britannico (n. 1713)
- 1797 - Alexandre Deleyre, scrittore francese (n. 1726)
- 1798 - Abdullah Mukarram Shah di Kedah, sovrano malese

## XIX secolo(73)
- 1804 - Domenico De Angelis, pittore italiano (n. 1735)
- 1805 - Felice Fontana, fisico, anatomista e biologo italiano (n. 1730)
- 1806 - Franz de Paula Karl von Colloredo, politico e nobile austriaco (n. 1736)
- 1806 - François Denis Tronchet, giurista e politico francese (n. 1726)
- 1810 - Daniel Boëthius, filosofo svedese (n. 1751)
- 1810 - Augusta Dorotea di Brunswick-Wolfenbüttel, principessa (n. 1749)
- 1811 - Cristoforo Poggiali, bibliotecario e presbitero italiano (n. 1721)
- 1814 - Alexandre Gonsse de Rougeville, militare francese (n. 1761)
- 1819 - Friedrich Heinrich Jacobi, filosofo tedesco (n. 1743)
- 1821 - Luigi Nuti, incisore, disegnatore e pittore italiano (n. 1748)
- 1821 - Juan Germán Roscio, avvocato, giornalista e politico venezuelano (n. 1763)
- 1822 - Józef Wybicki, patriota, politico e poeta polacco (n. 1747)
- 1823 - George Elphinstone, I visconte Keith, ammiraglio britannico (n. 1746)
- 1823 - Marie Anne Fragonard, pittrice e miniaturista francese (n. 1745)
- 1824 - Luisa Adelaide di Borbone-Condé, religiosa francese (n. 1757)
- 1825 - José de Bustamante y Guerra, militare e esploratore spagnolo (n. 1759)
- 1825 - Karl Mollweide, astronomo e matematico tedesco (n. 1774)
- 1826 - Giovanni VI del Portogallo, re portoghese (n. 1767)
- 1832 - Muzio Clementi, compositore, pianista e editore italiano (n. 1752)
- 1833 - Giuseppe Bavastro, corsaro italiano (n. 1760)
- 1836 - Carlo Visconti di Modrone, nobile, imprenditore e politico italiano (n. 1770)
- 1847 - Charles Hatchett, chimico e mineralogista inglese (n. 1765)
- 1850 - Karl Friedrich Canstatt, patologo e oculista tedesco (n. 1807)
- 1850 - Adélaïde de Saint-Germain, nobildonna francese (n. 1769)
- 1851 - Leopoldo di Borbone-Due Sicilie, principe italiano (n. 1790)
- 1852 - Carl Gotthelf Todt, rivoluzionario, avvocato e politico tedesco (n. 1803)
- 1855 - Abraham Constantin, pittore e miniatore svizzero (n. 1785)
- 1855 - Gerardus Craeyvanger, musicista olandese (n. 1775)
- 1855 - Carlo Maria Isidoro di Borbone-Spagna, nobile spagnolo (n. 1788)
- 1855 - Carl Mayer von Rothschild, banchiere tedesco (n. 1788)
- 1856 - Goffredo Casalis, abate e storico italiano (n. 1781)
- 1856 - Jovan Sterija Popović, scrittore, drammaturgo e docente serbo (n. 1806)
- 1861 - Giuseppe Frezzolini, basso italiano (n. 1789)
- 1861 - Taras Hryhorovyč Ševčenko, poeta, scrittore e patriota ucraino (n. 1814)
- 1862 - Pieter van Hanselaere, pittore belga (n. 1786)
- 1865 - Charles de Morny, nobile, politico e imprenditore francese (n. 1811)
- 1866 - Antonio Pacini, compositore, direttore d'orchestra e editore musicale italiano (n. 1778)
- 1866 - Francesco Regli, scrittore e giornalista italiano (n. 1802)
- 1868 - Michele Castellamonte di Lessolo, magistrato e politico italiano (n. 1819)
- 1868 - Matilde Ferrari, italiana (n. 1830)
- 1868 - Jan van der Hoeven, entomologo, botanico e zoologo olandese (n. 1801)
- 1869 - Marie-Jean-Joseph Lataste, religioso francese (n. 1832)
- 1870 - Léon Alvarado, politico honduregno (n. 1810)
- 1870 - Ignaz Moscheles, pianista, compositore e musicista ceco (n. 1794)
- 1872 - Giuseppe Mazzini, patriota, politico e filosofo italiano (n. 1805)
- 1872 - Marianne Tromlitz, cantante lirica e pianista tedesca (n. 1797)
- 1873 - Paolina di Württemberg, regina tedesca (n. 1800)
- 1873 - John Torrey, botanico statunitense (n. 1796)
- 1874 - Camillo Guerra, pittore, disegnatore e restauratore italiano (n. 1797)
- 1874 - Moritz Hermann von Jacobi, fisico e ingegnere prussiano (n. 1801)
- 1875 - Louis Joseph Daussoigne-Méhul, compositore francese (n. 1790)
- 1879 - Paul von Thurn und Taxis, militare tedesco (n. 1843)
- 1882 - Charles Wyville Thomson, naturalista e esploratore scozzese (n. 1830)
- 1883 - Raffaello Raffaelli, storico italiano (n. 1813)
- 1884 - Arthur Cunynghame, generale britannico (n. 1812)
- 1884 - Tomás Frías Ametller, politico boliviano (n. 1804)
- 1884 - Bernardo Guimarães, romanziere brasiliano (n. 1825)
- 1888 - Ciro Pinsuti, compositore italiano (n. 1828)
- 1889 - Giovanni IV d'Etiopia, imperatore etiope (n. 1837)
- 1892 - Rudolph Feilding, VIII conte di Denbigh, nobile inglese (n. 1823)
- 1893 - Camillo Cucca, medico italiano (n. 1829)
- 1893 - Antoine Jean Jacques Eugène Paulze d'Ivoy, generale francese (n. 1813)
- 1894 - Francesco Scipione Fapanni, letterato, storico e epigrafista italiano (n. 1810)
- 1895 - Charles Frederick Worth, stilista britannico (n. 1825)
- 1895 - Amelia di Uvea, regina (n. 1845)
- 1897 - Teodulo Mabellini, compositore italiano (n. 1817)
- 1897 - Savitribai Phule, poetessa, scrittrice e attivista indiana (n. 1831)
- 1898 - Felice Govean, giornalista italiano (n. 1819)
- 1898 - Emil Victor Langlet, architetto svedese (n. 1824)
- 1898 - Maria Eugenia di Gesù, religiosa francese (n. 1817)
- 1899 - Luigi Griffini, politico e avvocato italiano (n. 1820)
- 1900 - Karl Doppler, flautista, compositore e direttore d'orchestra ungherese (n. 1825)
- 1900 - Johan Peter Emilius Hartmann, compositore danese (n. 1805)

## XX secolo(268)
- 1903 - Alfonso Arborio Gattinara di Breme, politico italiano (n. 1831)
- 1903 - Julius Victor Carus, zoologo e entomologo tedesco (n. 1823)
- 1903 - Sophie Gengembre Anderson, pittrice britannica (n. 1823)
- 1904 - Pietro Brunetta d'Usseaux, generale italiano (n. 1831)
- 1904 - Giovanni Cesari, cantante castrato italiano (n. 1843)
- 1906 - Eugen Richter, politico tedesco (n. 1838)
- 1907 - Victoria Earle Matthews, scrittrice, attivista e giornalista statunitense (n. 1861)
- 1908 - Otto von Helldorff, politico prussiano (n. 1833)
- 1909 - Kazimierz Badeni, politico polacco (n. 1846)
- 1909 - Frederick Gard Fleay, critico letterario inglese (n. 1831)
- 1910 - Karl Lueger, politico austriaco (n. 1844)
- 1910 - Carlo Mancini, pittore italiano (n. 1829)
- 1910 - Carl Reinecke, compositore, pianista e direttore d'orchestra tedesco (n. 1824)
- 1911 - Henry Brudenell-Bruce, V marchese di Ailesbury, politico e ufficiale inglese (n. 1842)
- 1912 - José C. Paz, politico, giornalista e filantropo argentino (n. 1842)
- 1913 - Mario Pieri, matematico italiano (n. 1860)
- 1913 - Mario Tosatto, pittore, scultore e architetto italiano (n. 1885)
- 1913 - Harriet Tubman, attivista statunitense (n. 1822)
- 1915 - Ferdinando Carlo Ludovico d'Asburgo-Lorena, nobile austriaco (n. 1868)
- 1915 - Augusto Levi, poeta e scrittore italiano (n. 1855)
- 1916 - Sámuel Teleki, esploratore austro-ungarico (n. 1845)
- 1917 - Aleksej Dmitrievič Butovskij, dirigente sportivo e educatore russo (n. 1838)
- 1918 - Hans-Joachim Buddecke, aviatore tedesco (n. 1890)
- 1918 - Jacopo Vittorelli, prefetto e politico italiano (n. 1851)
- 1918 - Ernest Wild, navigatore e esploratore britannico (n. 1879)
- 1919 - Amelia Edith Barr, scrittrice britannica (n. 1831)
- 1919 - Mark Timofeevič Elizarov, rivoluzionario e politico russo (n. 1863)
- 1919 - Leo Jogiches, politico lituano (n. 1867)
- 1920 - Giuseppe Caravita di Sirignano, imprenditore e politico italiano (n. 1849)
- 1920 - Otto Neitzel, compositore, pianista e critico musicale tedesco (n. 1852)
- 1922 - Hans Sitt, compositore, violinista e violista ceco (n. 1850)
- 1923 - Salvador Seguí, sindacalista e anarchico spagnolo (n. 1887)
- 1923 - Basílio Teles, filosofo, politico e saggista portoghese (n. 1856)
- 1924 - Adolfo Feragutti Visconti, pittore e incisore svizzero (n. 1850)
- 1924 - Giulio Vaccaro, arcivescovo cattolico italiano (n. 1851)
- 1925 - John Fillmore Hayford, ingegnere e geodeta statunitense (n. 1868)
- 1925 - Meyer Prinstein, lunghista, triplista e velocista statunitense (n. 1878)
- 1928 - Montagu Bertie, VII conte di Abingdon, nobile britannico (n. 1836)
- 1928 - Lydia De Witt, patologa statunitense (n. 1859)
- 1928 - Matteo Nieves, presbitero messicano (n. 1882)
- 1929 - Victor Ehrenberg, giurista tedesco (n. 1851)
- 1930 - Teresa Boetti Valvassura, attrice italiana (n. 1851)
- 1930 - Misuzu Kaneko, poetessa giapponese (n. 1903)
- 1932 - Franco Berardelli, poeta italiano (n. 1908)
- 1932 - Paolo Boselli, politico italiano (n. 1838)
- 1933 - Émile André, artista, architetto e designer francese (n. 1871)
- 1933 - Norbert Klein, religioso, teologo e vescovo cattolico austriaco (n. 1866)
- 1933 - Ahmed Sharif as-Senussi, libico (n. 1873)
- 1934 - F. Anstey, scrittore e giornalista britannico (n. 1856)
- 1934 - Josep Batlló i Casanovas, imprenditore spagnolo (n. 1855)
- 1934 - Mario Sartorio, calciatore italiano (n. 1896)
- 1935 - Patricio Arabolaza, calciatore spagnolo (n. 1893)
- 1935 - Rotha Lintorn-Orman, politica britannica (n. 1895)
- 1936 - Giulio Bargellini, pittore italiano (n. 1875)
- 1936 - Pasquale Novi, militare italiano (n. 1915)
- 1937 - Harry Lee, velocista statunitense (n. 1877)
- 1937 - Evgenij Ivanovič Zamjatin, scrittore e critico letterario russo (n. 1884)
- 1938 - Ahn Chang-ho, politico e attivista coreano (n. 1878)
- 1938 - Marie-Joseph Lagrange, religioso e biblista francese (n. 1855)
- 1938 - Angiolo Silvio Novaro, poeta, scrittore e traduttore italiano (n. 1866)
- 1939 - Hans Grässel, architetto tedesco (n. 1860)
- 1939 - Tranquillo Zerbi, ingegnere italiano (n. 1891)
- 1940 - Michail Afanas'evič Bulgakov, scrittore e drammaturgo russo (n. 1891)
- 1940 - Agnes von Krusenstjerna, scrittrice svedese (n. 1894)
- 1940 - Edoardo Maragliano, medico italiano (n. 1849)
- 1940 - Olivier Mazel, generale francese (n. 1858)
- 1941 - Vincenzo Ambrosio, militare italiano (n. 1913)
- 1941 - Silvano Buffa, militare italiano (n. 1914)
- 1941 - Piero Colobini, militare italiano (n. 1914)
- 1941 - Enrico Franco, militare italiano (n. 1906)
- 1941 - Luigi Vettori, pittore italiano (n. 1913)
- 1941 - Artico Di Prampero, militare italiano (n. 1907)
- 1942 - William Henry Bragg, fisico e chimico britannico (n. 1862)
- 1942 - Erkki Lindén, cestista finlandese (n. 1921)
- 1942 - Wilbur Scoville, farmacista statunitense (n. 1865)
- 1943 - Laurence Binyon, poeta, drammaturgo e critico d'arte inglese (n. 1869)
- 1943 - Tully Marshall, attore statunitense (n. 1864)
- 1943 - Guido Scanferla, calciatore italiano (n. 1908)
- 1943 - Carlo Wostry, pittore e illustratore italiano (n. 1865)
- 1944 - Jean-Baptiste Lebas, politico francese (n. 1878)
- 1944 - Francesco Salata, politico e storico italiano (n. 1876)
- 1944 - Ludwig Schmidt, storico tedesco (n. 1862)
- 1944 - David Vogel, scrittore ucraino (n. 1891)
- 1944 - Stanko Vuk, poeta e scrittore sloveno (n. 1912)
- 1945 - Eleanor Fortescue-Brickdale, pittrice inglese (n. 1872)
- 1945 - Mario Pasi, medico, militare e partigiano italiano (n. 1913)
- 1946 - Jean Durand, regista e sceneggiatore francese (n. 1882)
- 1946 - Carlo Senni, diplomatico e politico italiano (n. 1879)
- 1947 - Harukichi Hyakutake, generale giapponese (n. 1888)
- 1947 - Eustachio Pisani, imprenditore italiano (n. 1866)
- 1947 - William E. Wing, sceneggiatore statunitense (n. 1869)
- 1948 - Giuseppe Busuoli, scultore e pittore italiano (n. 1894)
- 1948 - Jan Masaryk, politico cecoslovacco (n. 1886)
- 1948 - Placido Rizzotto, sindacalista e politico italiano (n. 1914)
- 1948 - Zelda Sayre Fitzgerald, scrittrice, pittrice e socialite statunitense (n. 1900)
- 1948 - Evgenij Evgen'evič Sluckij, economista e statistico russo (n. 1880)
- 1949 - Gherardo Gherardi, sceneggiatore e regista italiano (n. 1891)
- 1949 - James Rector, velocista statunitense (n. 1884)
- 1950 - Marguerite De La Motte, attrice statunitense (n. 1902)
- 1950 - Gabriel Delmotte, ingegnere, politico e imprenditore francese (n. 1876)
- 1950 - Arthur Seward, pugile statunitense (n. 1876)
- 1950 - George Lorenzo Zundel, micologo statunitense (n. 1885)
- 1951 - Max Henze, generale e poliziotto tedesco (n. 1899)
- 1951 - Richard Hildebrandt, politico e generale tedesco (n. 1897)
- 1951 - Jussi Kurikkala, fondista e maratoneta finlandese (n. 1912)
- 1951 - Angelo Manzocchi, imprenditore, partigiano e politico italiano (n. 1875)
- 1951 - Jakov Ivanovič Nikoladze, scultore georgiano (n. 1876)
- 1951 - Kijūrō Shidehara, politico giapponese (n. 1872)
- 1953 - Ignacy Maria Dubowski, arcivescovo cattolico polacco (n. 1874)
- 1953 - Gábor Obitz, calciatore e allenatore di calcio ungherese (n. 1899)
- 1953 - Sankichi Tōge, poeta giapponese (n. 1917)
- 1954 - Michele De Marco, poeta, commediografo e giornalista italiano (n. 1884)
- 1954 - Ralph Leatham, ammiraglio britannico (n. 1886)
- 1954 - Evelyn Beatrice Longman, scultrice statunitense (n. 1874)
- 1955 - Étienne Arnaud, regista e sceneggiatore francese (n. 1879)
- 1955 - Felice Rovida, arbitro di calcio italiano (n. 1897)
- 1956 - Åke Fjästad, calciatore svedese (n. 1887)
- 1956 - Arthur Knight, calciatore inglese (n. 1887)
- 1956 - Vere Ponsonby, IX conte di Bessborough, nobile e politico britannico (n. 1880)
- 1956 - Jack Wilson, pugile statunitense (n. 1918)
- 1957 - Bamba Duleep Singh, principessa (n. 1869)
- 1957 - Piero Belli, giornalista e scrittore italiano (n. 1882)
- 1957 - Vincenzo Selvaggi, giornalista e politico italiano (n. 1913)
- 1958 - Carlo De Cardona, presbitero e politico italiano (n. 1871)
- 1958 - Myriam Harry, scrittrice e giornalista francese (n. 1869)
- 1960 - Ksenija del Montenegro, principessa montenegrina (n. 1881)
- 1960 - Alfredo Niceforo, criminologo e antropologo italiano (n. 1876)
- 1961 - Gino Chierici, architetto e restauratore italiano (n. 1877)
- 1961 - Michail Iosifovič Dubson, regista cinematografico sovietico (n. 1899)
- 1961 - Jane Gylling, nuotatrice svedese (n. 1902)
- 1963 - Domenico Bornigia, vescovo cattolico italiano (n. 1891)
- 1963 - André Maschinot, calciatore francese (n. 1903)
- 1964 - Luigi Amato, generale italiano (n. 1883)
- 1964 - Renata Borgatti, pianista italiana (n. 1894)
- 1964 - Bruno Cantalamessa, attore e cantante italiano (n. 1888)
- 1964 - Ugo Fedeli, anarchico e antifascista italiano (n. 1898)
- 1964 - Arthur Hohl, attore statunitense (n. 1889)
- 1964 - Luigi Moneta, attore italiano (n. 1870)
- 1964 - Léon Moussinac, scrittore, critico cinematografico e giornalista francese (n. 1890)
- 1965 - Alfredo Bottai, sindacalista, politico e giornalista italiano (n. 1874)
- 1965 - Jean Boyer, regista e compositore francese (n. 1901)
- 1965 - Jack Cosgrove, effettista statunitense (n. 1902)
- 1965 - Beatrice Harrison, violoncellista britannica (n. 1892)
- 1965 - Mehdi Huseyn, scrittore e drammaturgo azero (n. 1909)
- 1965 - Odon Lottin, teologo e storico belga (n. 1880)
- 1965 - Antonio Ricci Signorini, compositore e direttore d'orchestra italiano (n. 1867)
- 1966 - Alfonso Maria Ferroni, missionario e vescovo cattolico italiano (n. 1892)
- 1966 - Frank O'Connor, scrittore irlandese (n. 1903)
- 1966 - Frits Zernike, fisico olandese (n. 1888)
- 1967 - Aleksandr Vasil'evič Nadaškevič, progettista sovietico (n. 1897)
- 1967 - Luigi Poletti, matematico e poeta italiano (n. 1864)
- 1967 - Gianni Roghi, giornalista e fotografo italiano (n. 1927)
- 1967 - Tony Vandervell, imprenditore, dirigente d'azienda e dirigente sportivo britannico (n. 1898)
- 1968 - Maria Elia De Seta Pignatelli, nobile e agente segreto italiano (n. 1894)
- 1968 - Georges Fleury, ciclista su strada francese (n. 1878)
- 1968 - Gustavo Ingrosso, giurista e politico italiano (n. 1877)
- 1968 - Robert Laycock, generale britannico (n. 1907)
- 1968 - Helen Walker, attrice statunitense (n. 1920)
- 1968 - Vittorio Zincone, giornalista e politico italiano (n. 1911)
- 1969 - Byeon Yeong-tae, politico sudcoreano (n. 1892)
- 1969 - Fernand Gonder, astista francese (n. 1883)
- 1969 - José Alfredo López, calciatore e dirigente sportivo argentino (n. 1897)
- 1969 - Louis Menges, calciatore statunitense (n. 1888)
- 1969 - Jimmy Wilde, pugile britannico (n. 1892)
- 1970 - Fritz Münch, direttore d'orchestra francese (n. 1890)
- 1970 - Georg de Laval, pentatleta e tiratore a segno svedese (n. 1883)
- 1971 - Jean Follain, poeta e scrittore francese (n. 1903)
- 1971 - Montagu Stopford, generale britannico (n. 1892)
- 1972 - Enzo Nenci, scultore e disegnatore italiano (n. 1903)
- 1973 - Charles Baring, I barone Howick, diplomatico inglese (n. 1903)
- 1973 - Ivan Dérer, politico, avvocato e saggista slovacco (n. 1884)
- 1973 - Robert Siodmak, regista e sceneggiatore tedesco (n. 1900)
- 1974 - Hans Wilhelmsson Ahlmann, geografo svedese (n. 1889)
- 1974 - Bolesław Kominek, cardinale e arcivescovo cattolico polacco (n. 1903)
- 1974 - Charles Midgley Maud, aviatore inglese (n. 1898)
- 1975 - Nino Corrado Corazza, pittore italiano (n. 1897)
- 1976 - Pavel Nerad, cestista cecoslovacco (n. 1920)
- 1976 - Attilio Piccioni, politico italiano (n. 1892)
- 1976 - Haddon Sundblom, illustratore e pittore statunitense (n. 1899)
- 1977 - E. Power Biggs, organista e clavicembalista britannico (n. 1906)
- 1977 - Enrico Castelli, filosofo italiano (n. 1900)
- 1977 - Renato Morelli, politico e avvocato italiano (n. 1905)
- 1977 - Ingar Pedersen, calciatore norvegese (n. 1898)
- 1977 - José Perácio, calciatore brasiliano (n. 1917)
- 1978 - Rosario Berardi, poliziotto italiano (n. 1926)
- 1978 - Giuseppe Liguori, politico italiano (n. 1901)
- 1979 - Louis Paul Boon, scrittore belga (n. 1912)
- 1980 - José Américo de Almeida, scrittore, politico e insegnante brasiliano (n. 1887)
- 1980 - Giuseppe Antonicelli, direttore d'orchestra italiano (n. 1897)
- 1980 - Herman Tarnower, cardiologo e fisiologo statunitense (n. 1910)
- 1980 - Glauco Viazzi, critico cinematografico e critico letterario italiano (n. 1920)
- 1981 - Flavio Calzavara, sceneggiatore e regista italiano (n. 1900)
- 1981 - Vittorio Cecati, politico italiano (n. 1920)
- 1982 - Leonid Kmit, attore sovietico (n. 1908)
- 1982 - Erik Larsson, fondista svedese (n. 1912)
- 1982 - Tadj ol-Molouk, regina iraniana (n. 1896)
- 1983 - Paul Géraldy, poeta e commediografo francese (n. 1885)
- 1983 - Linus Kather, politico tedesco (n. 1893)
- 1983 - Enrique Pereira, pallanuotista uruguaiano (n. 1909)
- 1984 - June Marlowe, attrice statunitense (n. 1903)
- 1984 - Tsuda Itsuo, filosofo giapponese (n. 1914)
- 1985 - Konstantin Ustinovič Černenko, politico sovietico (n. 1911)
- 1985 - Luigi Chiodi, allenatore di calcio e calciatore italiano (n. 1919)
- 1985 - Angelo Raffaele Jervolino, politico italiano (n. 1890)
- 1985 - Cornelis Bernardus van Niel, microbiologo olandese (n. 1897)
- 1985 - Israel Regardie, scrittore britannico (n. 1907)
- 1986 - Heinz Emmerich, calciatore tedesco (n. 1908)
- 1986 - Ray Milland, attore e regista gallese (n. 1907)
- 1986 - Emerson Norton, multiplista statunitense (n. 1900)
- 1987 - George Glamack, cestista e allenatore di pallacanestro statunitense (n. 1918)
- 1987 - Santeri Levas, scrittore e fotografo finlandese (n. 1899)
- 1987 - Johannes Quasten, teologo tedesco (n. 1900)
- 1988 - Glenn Cunningham, mezzofondista statunitense (n. 1909)
- 1988 - Andy Gibb, cantante britannico (n. 1958)
- 1988 - Svetislav Glišović, allenatore di calcio e calciatore jugoslavo (n. 1913)
- 1988 - Nikolaj Karakulov, velocista sovietico (n. 1918)
- 1988 - Abdul Khaliq, velocista pakistano (n. 1933)
- 1988 - Phạm Hùng, politico vietnamita (n. 1912)
- 1988 - Joey Sternaman, giocatore di football americano statunitense (n. 1900)
- 1989 - Alessandro Fè d'Ostiani, pittore e tennista italiano (n. 1911)
- 1989 - Vincenzo Franciosi, ingegnere italiano (n. 1925)
- 1989 - Selwyn Jepson, scrittore, sceneggiatore e regista inglese (n. 1899)
- 1989 - Maurizio Merli, attore italiano (n. 1940)
- 1990 - Tseng Kwong Chi, fotografo hongkonghese (n. 1950)
- 1990 - Fedele D'Amico, musicologo, critico musicale e critico teatrale italiano (n. 1912)
- 1990 - Giovanni Paganin, pattinatore di velocità su ghiaccio italiano (n. 1955)
- 1990 - Harro Ran, pallanuotista olandese (n. 1937)
- 1990 - Lance Tingay, giornalista e scrittore britannico (n. 1915)
- 1991 - Fumio Itō, pilota motociclistico giapponese (n. 1939)
- 1991 - Etheridge Knight, poeta statunitense (n. 1931)
- 1992 - Vladimir Ivković, pallanuotista jugoslavo (n. 1929)
- 1992 - Antonia Locatelli, religiosa italiana (n. 1937)
- 1992 - Enrico Mollo, ciclista su strada italiano (n. 1913)
- 1992 - Jackie Mudie, calciatore e allenatore di calcio scozzese (n. 1930)
- 1992 - Krasimira Bogdanova, cestista bulgara (n. 1949)
- 1992 - Dario Sabatello, produttore cinematografico italiano (n. 1911)
- 1993 - Maurizio Bacchin, politico italiano (n. 1950)
- 1993 - André Belli, calciatore svizzero (n. 1916)
- 1993 - Dino Bravo, wrestler italiano (n. 1948)
- 1993 - David Gunn, ginecologo statunitense (n. 1946)
- 1993 - Josef Odložil, mezzofondista cecoslovacco (n. 1938)
- 1994 - Roger Bocquet, calciatore svizzero (n. 1921)
- 1994 - Aurelio Galleppini, fumettista e illustratore italiano (n. 1917)
- 1994 - Robert Shea, saggista, scrittore e giornalista statunitense (n. 1932)
- 1995 - Doris Duranti, attrice italiana (n. 1917)
- 1995 - Ovidi Montllor, attore e cantautore spagnolo (n. 1942)
- 1995 - Irene Tedrow, attrice statunitense (n. 1907)
- 1996 - Jean Desgranges, calciatore francese (n. 1929)
- 1996 - Ross Hunter, produttore cinematografico e attore statunitense (n. 1920)
- 1996 - Gyula Nagy, calciatore e allenatore di calcio ungherese (n. 1924)
- 1997 - LaVern Baker, cantante statunitense (n. 1929)
- 1997 - Raymond Bass, ammiraglio e ginnasta statunitense (n. 1910)
- 1997 - Stan Drake, fumettista statunitense (n. 1921)
- 1997 - Emo Marconi, scrittore italiano (n. 1917)
- 1997 - Johannes Theodor Suhr, vescovo cattolico danese (n. 1896)
- 1997 - Kinnosuke Yorozuya, attore giapponese (n. 1932)
- 1998 - Ilse Bing, fotografa tedesca (n. 1899)
- 1998 - Lloyd Bridges, attore statunitense (n. 1913)
- 1998 - Alberto Morrocco, pittore britannico (n. 1917)
- 1999 - Irena Brzustowska, cestista polacca (n. 1913)
- 1999 - William Eriksen, calciatore norvegese (n. 1909)
- 1999 - Oswaldo Guayasamín, pittore ecuadoriano (n. 1919)
- 1999 - Antonio Villani, giurista italiano (n. 1923)
- 2000 - Judith Barrett, attrice statunitense (n. 1909)
- 2000 - Barbara Cooney, scrittrice e illustratrice statunitense (n. 1917)
- 2000 - Bruno Micheloni, calciatore italiano (n. 1925)
- 2000 - William Porter, ostacolista statunitense (n. 1926)
- 2000 - John Sladek, scrittore statunitense (n. 1937)

## XXI secolo(142)
- 2001 - Zenny de Azevedo, cestista brasiliano (n. 1925)
- 2001 - Nicholas Geōrgiadīs, scenografo, costumista e pittore greco (n. 1923)
- 2001 - Mario Maffei, regista, sceneggiatore e attore italiano (n. 1918)
- 2001 - Massimo Morsello, cantautore e terrorista italiano (n. 1958)
- 2001 - Jorge Recalde, pilota di rally argentino (n. 1951)
- 2001 - Michael Woodruff, chirurgo inglese (n. 1911)
- 2002 - Irán Eory, attrice spagnola (n. 1937)
- 2002 - Gilmore Schjeldahl, imprenditore e inventore statunitense (n. 1912)
- 2002 - Shirley Scott, organista e compositrice statunitense (n. 1934)
- 2003 - Víctor Alba, politico, giornalista e storico spagnolo (n. 1916)
- 2003 - Umberto Benedetto, regista teatrale italiano (n. 1915)
- 2003 - Geoffrey Kirk, filologo classico britannico (n. 1921)
- 2003 - Marina Ladynina, attrice sovietica (n. 1908)
- 2003 - Ugo Rapalo, direttore d'orchestra e compositore italiano (n. 1914)
- 2003 - Barry Sheene, pilota motociclistico britannico (n. 1950)
- 2003 - Fritz Spengler, pallamanista tedesco (n. 1908)
- 2003 - Naftali Temu, mezzofondista e maratoneta keniota (n. 1945)
- 2003 - Ottorino Volonterio, pilota automobilistico svizzero (n. 1917)
- 2004 - Wilhelm von Homburg, attore, pugile e wrestler tedesco (n. 1940)
- 2004 - Hansjörg Schlager, sciatore alpino tedesco (n. 1948)
- 2005 - Giulio Battelli, archivista, paleografo e diplomatista italiano (n. 1904)
- 2005 - Bruno Manser, antropologo e attivista svizzero (n. 1954)
- 2005 - Aldo Mondino, artista italiano (n. 1938)
- 2005 - Jacqueline Pierreux, attrice francese (n. 1923)
- 2005 - Vittorio Provenza, politico italiano (n. 1926)
- 2006 - Filippo Fiorino, politico italiano (n. 1932)
- 2006 - Renzo Giovampietro, attore e regista teatrale italiano (n. 1924)
- 2006 - Lawrie Thompson, calciatore scozzese (n. 1936)
- 2007 - Luigi Crocetti, bibliotecario italiano (n. 1929)
- 2007 - Laura Dubini, giornalista italiana (n. 1947)
- 2007 - Richard Jeni, comico e attore statunitense (n. 1957)
- 2007 - Ernie Ladd, wrestler e giocatore di football americano statunitense (n. 1938)
- 2007 - Lanna Saunders, attrice statunitense (n. 1941)
- 2008 - Giannina Cattaneo Petrini, politica italiana (n. 1908)
- 2008 - Otto Schnellbacher, giocatore di football americano e cestista statunitense (n. 1923)
- 2009 - Derek Benfield, attore e drammaturgo britannico (n. 1929)
- 2009 - Martti Karvonen, medico, fisiologo e epidemiologo finlandese (n. 1918)
- 2009 - Igor' Vorončichin, fondista sovietico (n. 1938)
- 2010 - Domenico Cataldo, dirigente sportivo, arbitro di calcio e allenatore di calcio italiano (n. 1925)
- 2010 - Corey Haim, attore canadese (n. 1971)
- 2010 - Dorothy Janis, attrice statunitense (n. 1912)
- 2010 - Vincenzo Soro, dirigente sportivo, allenatore di calcio e calciatore italiano (n. 1913)
- 2010 - Muhammad Sayyid Tantawi, religioso egiziano (n. 1928)
- 2010 - Peter Van Wood, chitarrista, cantautore e astrologo olandese (n. 1927)
- 2011 - Don Boven, cestista e allenatore di pallacanestro statunitense (n. 1925)
- 2011 - Monica Esposito, storica delle religioni, traduttrice e sinologa italiana (n. 1962)
- 2011 - Antonio Ghedini, calciatore italiano (n. 1936)
- 2011 - Alexis Josic, architetto francese (n. 1921)
- 2011 - Danny Paton, calciatore scozzese (n. 1936)
- 2011 - Eddie Snyder, paroliere e compositore statunitense (n. 1919)
- 2012 - Moebius, fumettista, scenografo e sceneggiatore francese (n. 1938)
- 2012 - Enzo Mandruzzato, latinista, traduttore e poeta italiano (n. 1924)
- 2012 - Erico Menczer, direttore della fotografia, pittore e scrittore italiano (n. 1926)
- 2012 - Frank Sherwood Rowland, chimico statunitense (n. 1927)
- 2012 - Richard White, rugbista a 15, politico e dirigente sportivo neozelandese (n. 1925)
- 2012 - Nick Zoricic, sciatore alpino e sciatore freestyle canadese (n. 1983)
- 2013 - Ray Hogg, calciatore inglese (n. 1929)
- 2013 - Agron Jano, architetto e pittore albanese (n. 1954)
- 2013 - Anita Klinz, direttrice artistica e grafica italiana (n. 1923)
- 2013 - Lilian, duchessa di Halland, principessa svedese (n. 1915)
- 2013 - Franco Moretti, calciatore italiano (n. 1928)
- 2013 - Pierluigi Polverari, politico italiano (n. 1945)
- 2014 - Angelo Agostini, giornalista e saggista italiano (n. 1959)
- 2014 - Heinz Bäni, calciatore svizzero (n. 1936)
- 2014 - Georges Lamia, calciatore francese (n. 1933)
- 2014 - Joe McGinniss, saggista e giornalista statunitense (n. 1942)
- 2014 - Nicolás Mentxaka, calciatore spagnolo (n. 1939)
- 2014 - Gino Piccio, presbitero e attivista italiano (n. 1920)
- 2014 - Rob Williams, cestista statunitense (n. 1961)
- 2014 - Antonio del Hoyo, avvocato e dirigente sportivo spagnolo (n. 1939)
- 2015 - Richard Glatzer, regista e sceneggiatore statunitense (n. 1952)
- 2015 - Harry A. Hoffner, assiriologo statunitense (n. 1934)
- 2015 - Antonella Murgia, attrice italiana (n. 1942)
- 2015 - Terenzio Polverini, calciatore e allenatore di calcio italiano (n. 1935)
- 2015 - Paolo Terni, scrittore, musicologo e conduttore radiofonico italiano (n. 1932)
- 2015 - Gianalfonso D'Avossa, generale, saggista e giornalista italiano (n. 1940)
- 2016 - Ken Adam, scenografo britannico (n. 1921)
- 2016 - Ernestine Anderson, cantante statunitense (n. 1928)
- 2016 - Anita Brookner, scrittrice, critica d'arte e saggista inglese (n. 1928)
- 2016 - Bill Gadsby, hockeista su ghiaccio canadese (n. 1927)
- 2016 - Benedetto Lanza, zoologo e biologo italiano (n. 1924)
- 2016 - Roberto Perfumo, calciatore, allenatore di calcio e giornalista argentino (n. 1942)
- 2016 - Jovito Salonga, politico, attivista e avvocato filippino (n. 1920)
- 2016 - Julio Vial, calciatore cileno (n. 1933)
- 2017 - Luigi Geatti, calciatore italiano (n. 1927)
- 2017 - Nikolaj Minev, scacchista bulgaro (n. 1931)
- 2017 - Aníbal Ruiz, allenatore di calcio uruguaiano (n. 1942)
- 2017 - John Surtees, pilota motociclistico e pilota automobilistico britannico (n. 1934)
- 2017 - Anna Tramontano, biologa italiana (n. 1957)
- 2017 - Robert James Waller, scrittore e docente statunitense (n. 1939)
- 2018 - Hubert de Givenchy, stilista francese (n. 1927)
- 2018 - Paolo Nuzzi, regista e sceneggiatore italiano (n. 1929)
- 2018 - Piero Ostellino, giornalista italiano (n. 1935)
- 2018 - Michel Raynaud, matematico francese (n. 1938)
- 2018 - Gene Rhodes, cestista, allenatore di pallacanestro e dirigente sportivo statunitense (n. 1927)
- 2018 - Ralf Waldmann, pilota motociclistico tedesco (n. 1966)
- 2019 - Francesco Aguzzoli, allenatore di calcio e calciatore italiano (n. 1935)
- 2019 - Josef Feistmantl, slittinista austriaco (n. 1939)
- 2019 - Mario Fumagalli, geografo italiano (n. 1929)
- 2019 - Raven Grimassi, scrittore statunitense (n. 1951)
- 2019 - Alekos Spanoudakīs, cestista greco (n. 1928)
- 2019 - Sebastiano Tusa, archeologo e politico italiano (n. 1952)
- 2020 - Alessandro Criscuolo, magistrato italiano (n. 1937)
- 2020 - Davide David, sciatore alpino e allenatore di sci alpino italiano (n. 1929)
- 2020 - Giuliano Geleng, pittore italiano (n. 1949)
- 2020 - Frank-Otto Schenk, attore, doppiatore e direttore del doppiaggio tedesco (n. 1943)
- 2021 - Hamed Bakayoko, politico ivoriano (n. 1965)
- 2021 - Mirko Bazić, allenatore di calcio e calciatore jugoslavo (n. 1938)
- 2021 - Mario Boccalatte, calciatore italiano (n. 1933)
- 2021 - Rihards Butkus, calciatore lettone (n. 1972)
- 2021 - Dick Duckett, cestista statunitense (n. 1933)
- 2021 - Per Kleppe, economista e politico norvegese (n. 1923)
- 2021 - Davide Lot, cestista italiano (n. 1961)
- 2021 - Ali Mahdi Mohamed, politico somalo (n. 1939)
- 2021 - Fernando Santosuosso, magistrato, scrittore e poeta italiano (n. 1926)
- 2021 - Marco Sciaccaluga, regista teatrale, attore e pedagogo italiano (n. 1953)
- 2021 - Stephen Scott, compositore statunitense (n. 1944)
- 2022 - Emilio Delgado, attore statunitense (n. 1940)
- 2022 - John Elliott, storico britannico (n. 1930)
- 2022 - Vladimir Frolov, generale russo (n. 1967)
- 2022 - Mario Gigante, mafioso statunitense (n. 1923)
- 2022 - Édith Tavert, cestista e allenatrice di pallacanestro francese (n. 1929)
- 2022 - Mario Terán, militare boliviano (n. 1942)
- 2023 - Tony Vincent, tennista statunitense (n. 1925)
- 2023 - Sergio Dell'Acqua, cestista e calciatore svizzero (n. 1937)
- 2023 - Napoleon XIV, cantante, compositore e produttore discografico statunitense (n. 1938)
- 2023 - Juvencio Osorio, calciatore paraguaiano (n. 1950)
- 2023 - Otis Taylor, giocatore di football americano statunitense (n. 1942)
- 2024 - Percy Adlon, regista, sceneggiatore e produttore cinematografico tedesco (n. 1935)
- 2024 - Eric Carmen, cantante, musicista e compositore statunitense (n. 1949)
- 2024 - Roberto Coviello, baritono italiano (n. 1955)
- 2024 - Sergej Diomidov, ginnasta uzbeko (n. 1943)
- 2024 - Marwan Issa, terrorista palestinese (n. 1965)
- 2024 - Leonardo, cantante e attore teatrale italiano (n. 1945)
- 2024 - Gigio Morra, attore italiano (n. 1945)
- 2024 - Giandomenico Picco, diplomatico italiano (n. 1948)
- 2024 - Karl Wallinger, cantante, compositore e polistrumentista britannico (n. 1957)
- 2025 - Natal'ja Achrimenko, pesista sovietica (n. 1955)
- 2025 - Cosimo Damiano Fonseca, presbitero, storico e medievista italiano (n. 1932)
- 2025 - Stanley R. Jaffe, produttore cinematografico statunitense (n. 1940)
- 2025 - Ljubomir Katić, cestista e allenatore di pallacanestro jugoslavo (n. 1934)
- 2025 - Wheesung, cantante sudcoreano (n. 1982)